# 하타야촌 (나가노현)
하타야촌(畑八村)은 나가노현 미나미사쿠군에 있던 촌이다. 현재의 사쿠호정에 해당한다.

## 역사
- 1889년 4월 1일 - 정촌제 시행에 의해 하타야촌 외 1촌의 구역을 확장해 성립하였다.
- 1956년 9월 30일 - 호즈미촌과 합병해 야치호촌이 성립하여 동일 하타야촌은 폐지되었다.

## 교통

### 철도
- 일본국유철도
  - 고우미선

### 도로
- 국도 제141호선

## 참고문헌
- 角川日本地名大辞典 20 長野県